# 63-й Нью-Йоркский пехотный полк
63-й Нью-Йоркский пехотный полк (63rd New York Volunteer Infantry Regiment), известный также как «Independent Irish Regiment» или «3-й полк Ирландской бригады» — представлял собой один из пехотных полков армии Союза во время Гражданской войны в США. Полк был сформирован осенью 1861 года и прошёл все сражения Потомакской армии на Востоке от сражения при Свен-Пайнс до сражения при Аппоматтоксе.

## Формирование
Полк был набран в Нью-Йорке специально для Ирландской бригады Мигера и 2 ноября 1861 года получил свой порядковый номер. Он был принят на службу в федеральную армия сроком на 3 года. Его первым командиром стал полковник Ричард Энрайт, подполковником — Генри Фоулер, а майором — Томас Линч.
12 июня 1863 года полк был сведён в двухротный батальон (А и В); 12 января 1864 года в него добавили роту С, в апреле 1864 года добавили роты D и Е, а в июне — роту F. Роты полка первого набора были набраны в Нью-Йорке, хотя были люди из Бостона и Олбани. Рота С нового набора была набрана в основном в Бруклине.

## Боевой путь
28 ноября 1861 года полк покинул штат и отбыл в Вашингтон. 30 ноября он был включён в бригаду Мигера и использовался для службы в укреплениях Вашингтона. 31 января 1862 года полковник Энрайт уволился и на его место был назначен (6 февраля) Джон Бёрке, прежде подполковник 37-го Нью-Йоркского пехотного полка.
12 февраля умер от болезни майор Томас Линч, и 14 февраля на его место был переведён Ричард Бентли, прежде адъютант 13-го Нью-Йоркского пехотного полка.
10—15 марта 1862 года полк участвовал в наступлении на Манассас (бригада Мигера числилась 2-й бригадой дивизии Ричардсона в составе II корпуса.)